# VLT de Campina Grande
O Veículo Leve sobre Trilhos de Campina Grande, também conhecido como VLT de Campina Grande, é um sistema de transporte ferroviário urbano planejado do tipo VLT projetado para atender a cidade de Campina Grande, no estado da Paraíba. Idealizado como uma alternativa de mobilidade urbana moderna e sustentável, o sistema está em implantação e deverá operar sobre trechos ferroviários já existentes, com objetivo de conectar bairros periféricos ao centro comercial e universitário da cidade, utilizando um trecho de cerca de 15 quilômetros (km) do antigo ramal de Campina Grande, com previsão de início das viagens em agosto de 2026.
O projeto está inserido em um contexto de requalificação da malha ferroviária para uso urbano, seguindo tendências observadas em outras cidades brasileiras como João Pessoa e Arapiraca, com a proposta em andamento desde a década de 2010, o VLT envolve debates políticos, técnicos e institucionais entre os governos municipal e estadual, mas foi somente com o retorno de Luiz Inácio Lula da Silva ao governo federal, que a proposta saiu do papel. A concessão do trecho ferroviário urbano pela Companhia Brasileira de Trens Urbanos (CBTU) foi um dos marcos decisivos para o avanço da proposta.

## História
A história do transporte ferroviário em Campina Grande remonta ao final do século XIX, com a chegada dos trilhos em 1907, integrando a cidade à Estrada de Ferro Central da Paraíba, desde então, a ferrovia foi um vetor de crescimento urbano e econômico, transportando passageiros e mercadorias entre Campina e outras regiões do estado e do Nordeste. Ao longo do século XX, a cidade foi servida por diferentes operadoras ferroviárias, como a Rede Ferroviária Federal (RFFSA) e posteriormente a Companhia Ferroviária do Nordeste (CFN), no entanto, com a desindustrialização parcial do interior nordestino e a ascensão do transporte rodoviário, o serviço ferroviário de passageiros entrou em decadência e foi descontinuado em Campina Grande no final da década de 2000.
Na década de 2010, surgiram os primeiros debates sobre a reativação da ferrovia urbana em Campina Grande, agora sob o modelo de Veículo Leve sobre Trilhos (VLT), inspirado em iniciativas similares no Brasil e no exterior, cuja proposta visava revitalizar o transporte de massa, especialmente para atender localidades como o Distrito dos Mecânicos, São José da Mata e Galante o entorno da Universidade Federal de Campina Grande (UFCG), além dos bairros de Bodocongó e Aluízio Campos.
O tema do VLT gerou embates políticos significativos entre o governo municipal, à época liderado pelo governo estadual, sob a gestão de João Azevêdo, que prometeu revitalizar a malha ferroviária de Campina Grande, mas logo enfrentou resistência do então prefeito Bruno Cunha Lima, que alegou motivos políticos, fazendo o governador desistir da proposta e entregar para o prefeito, que não levou à frente a ideia. Enquanto o município reivindicava protagonismo na execução e gestão do projeto, o estado detinha maiores recursos técnicos e interlocução com o governo federal para viabilizar a cessão da linha e os investimentos necessários e com a chegada de Luiz Inácio Lula da Silva, diversas obras e projetos que encontravam-se engavetadas foram destravadas, a exemplo da duplicação da rodovia BR-230 ligando a própria cidade ao sertão e o VLT da cidade.
A concretização de um acordo entre os entes públicos permitiu a cessão da malha ferroviária urbana de Campina Grande, dando o primeiro passo legal para a implantação do VLT, cujo trecho concedido possui aproximadamente 15 km de extensão, abrangendo a linha entre o bairro de Aluízio Campos no extremo sudeste da cidade ao bairro do Araxá, no extremo noroeste, com previsão de implantação de 10 estações ao longo do percurso.  O sistema previsto deverá operar com composições modernas, dotadas de climatização, acessibilidade e integração com o transporte por ônibus e seu traçado prioriza a cobertura de zonas residenciais densas, áreas educacionais e polos de serviços, configurando-se como uma solução de mobilidade urbana sustentável e integradora.

## Estações
O sistema deverá ter 10 estações, das quais todas serão superficiais. As estações deverão atender as seguintes localidades:
- Araxá
- Universitário
- Bodocongó
- Centenário
- Quarenta
- Estação Velha
- Catolé
- Tambor
- Distrito Industrial
- Aluízio Campos